# Belgeard
Belgeard ist eine französische Gemeinde mit 560 Einwohnern (Stand: 1. Januar 2022) im Département Mayenne in der Region Pays de la Loire. Sie gehört zum Arrondissement Mayenne und zum Kanton Lassay-les-Châteaux. Die Einwohner werden Belgeardais genannt.

## Geographie
Belgeard liegt etwa 33 Kilometer nordnordöstlich von Laval. Umgeben wird Belgeard von den Nachbargemeinden La Bazoge-Montpinçon im Norden und Nordwesten, Aron im Norden und Nordosten, Jublains im Osten, Montourtier im Süden, Commer im Westen und Südwesten sowie Moulay im Nordwesten.

## Bevölkerungsentwicklung
| Jahr                       | 1962 | 1968 | 1975 | 1982 | 1990 | 1999 | 2006 | 2019 |
| Einwohner                  | 301  | 301  | 290  | 307  | 332  | 335  | 471  | 585  |
| Quellen: Cassini und INSEE |      |      |      |      |      |      |      |      |

## Sehenswürdigkeiten
- Zerstörte Kirche aus dem 12. Jahrhundert
- Kirche Saint-Julien von Bourgnouvel aus dem 19. Jahrhundert
- Kapelle Sainte-Anne aus dem 18. Jahrhundert
- Schloss La Rouairie aus dem 19. Jahrhundert

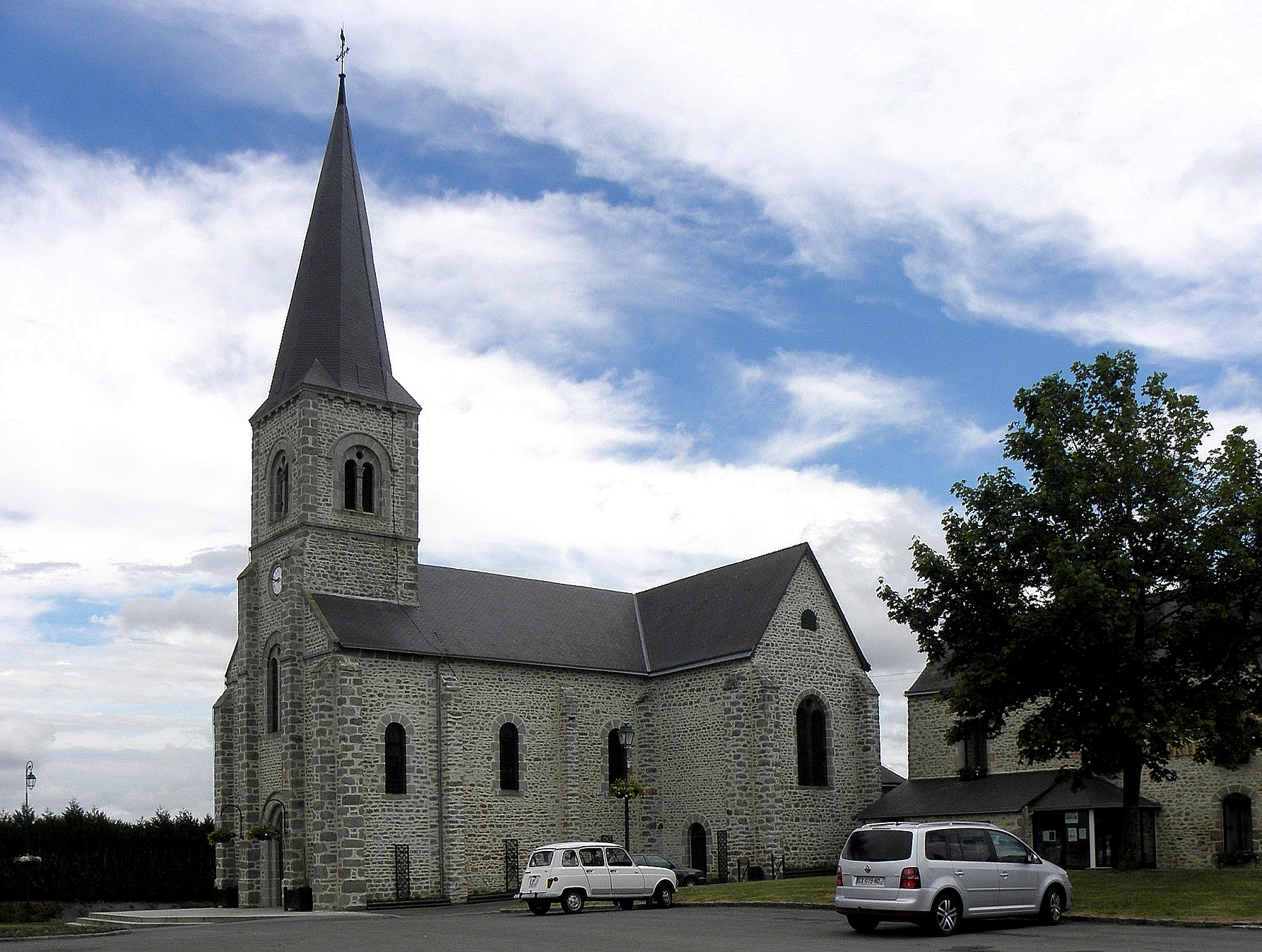
Kirche Saint-Julien